# Rudolf Jäger (Gewerkschafter)
Rudolf Jäger (* 20. Mai 1907 in Halle (Saale); † 18. November 1974 in Basdorf) war ein deutscher Gewerkschafter, Politiker und Diplomat. Er war Vorsitzender der Industriegewerkschaft Energie im FDGB und Abgeordneter der Volkskammer der DDR.

## Leben
Jäger, Sohn einer Arbeiterfamilie, besuchte die Volksschule und absolvierte eine Lehre zum Maurer. Anschließend war er in diesem Beruf sowie als Transport- und Bergarbeiter tätig. Seit 1922 war Jäger gewerkschaftlich organisiert. 1926 trat Jäger dem Kommunistischen Jugendverband Deutschlands (KJVD) und 1927 der Kommunistischen Partei Deutschlands (KPD) bei. Er fungierte ab 1928 als Orgleiter der Bezirksleitung Halle-Merseburg des KJVD. Vom Sommer 1929 bis Mai 1931 war er Mitglied des ZK des KJVD. 1930/31 war Jäger Gauleiter der illegalen Roten Jungfront im Bezirk Halle-Merseburg. Im Februar 1931 begann er im Deutschen Baugewerksbund die kommunistischen Mitglieder zu organisieren und wurde anschließend Vorsitzender des Einheitsverbandes für das Baugewerbe in der Revolutionären Gewerkschafts-Opposition (RGO). Ab November 1931 war er Orgleiter des Bezirkskomitees der RGO Halle-Merseburg. 
Nach der „Machtergreifung“ der Nationalsozialisten beteiligte sich Jäger am kommunistischen Widerstand. Im Februar 1933 übernahm er die Leitung des illegalen Bezirkskomitees der RGO. Jäger wurde am 8. August 1933 festgenommen und war anschließend in den Konzentrationslager Lichtenburg und Esterwegen Lager II inhaftiert. Nach seiner Entlassung im April 1934 setzte er seine illegale Arbeit fort und wurde 1934 Kandidat des ZK des KJVD. Im Januar 1935 wurde Jäger erneut verhaftet und wurde bis 1938 im KZ Lichtenburg und im KZ Buchenwald festgehalten. Zwischen 1939 und 1941 arbeitete er als Maurer und Fliesenleger, dann wurde er zur Wehrmacht eingezogen. Von Mai bis August 1945 war Jäger in sowjetischer Kriegsgefangenschaft. 

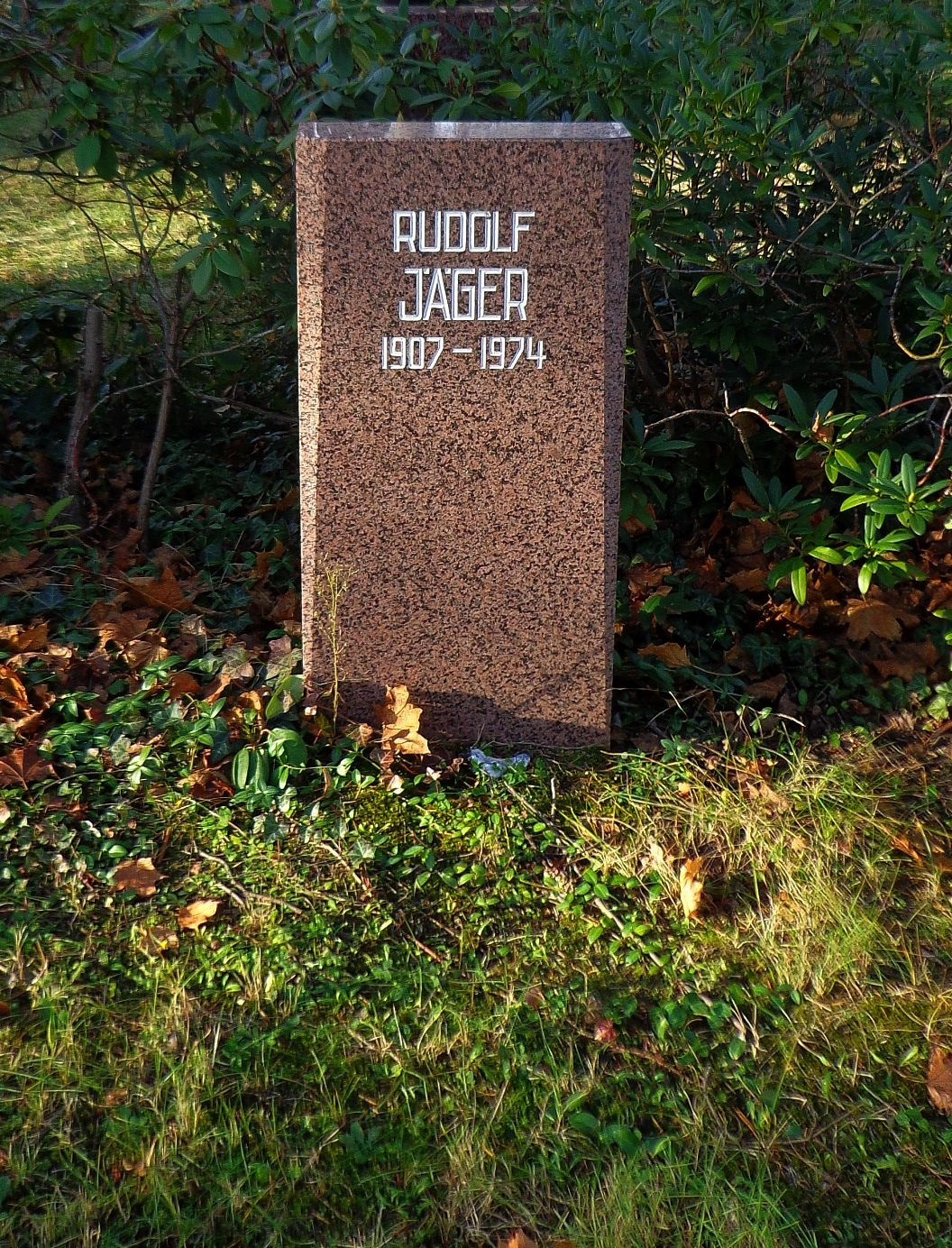
Grabstätte

1945 trat Jäger wieder der KPD bei. 1945/46 fungierte er als Erster Vorsitzender des FDGB-Ortsausschusses Halle (Saale) bzw. ab September 1945 als Vorsitzender des FDGB-Provinzialverbandes Sachsen-Anhalt. 1946 wurde er Mitglied der SED. Von 1946 bis 1955 gehörte er dem geschäftsführenden FDGB-Bundesvorstand als Mitglied an, von 1952 bis 1955 war er auch Mitglied seines Präsidiums. Jäger war zudem Sekretär des FDGB-Bundesvorstandes.  Bis 1947 war er verantwortlich für die Bildung der Organisationsstruktur des FDGB. Von 1949 bis 1955 fungierte Jäger als Vorsitzender des Zentralvorstandes der IG Energie. Von 1950 bis 1954 war Jäger auch Abgeordneter der Volkskammer der DDR.
Von 1955 bis 1957 war er Botschaftsrat an der Botschaft der DDR in Prag. Von 1958 bis 1961 wirkte er als Leiter der Kaderabteilung des VEB Stahl- und Walzwerk „Wilhelm Florin“ Hennigsdorf, von Juni 1961 bis 1962 war er Sekretär der dortigen SED-Betriebsparteiorganisationen. 1962 trat Jäger in den Ruhestand und wurde Leiter des Arbeitskreises verdienter Veteranen beim Bundesvorstand des FDGB.
Seine Urne wurde in der Grabanlage Pergolenweg des Berliner Zentralfriedhofs Friedrichsfelde beigesetzt.

## Auszeichnungen
- Medaille für Kämpfer gegen den Faschismus 1933 bis 1945
- Vaterländischer Verdienstorden in Bronze (1970) und in Silber (1973)
- Fritz-Heckert-Medaille